# 天主教科克暨罗斯教区
天主教科克暨羅斯教區（拉丁語：Dioecesis Corcagiensis et Rossensis）是愛爾蘭一個羅馬天主教教區。範圍包括科克和科克郡西南部。屬卡舍爾暨埃姆利總教區。

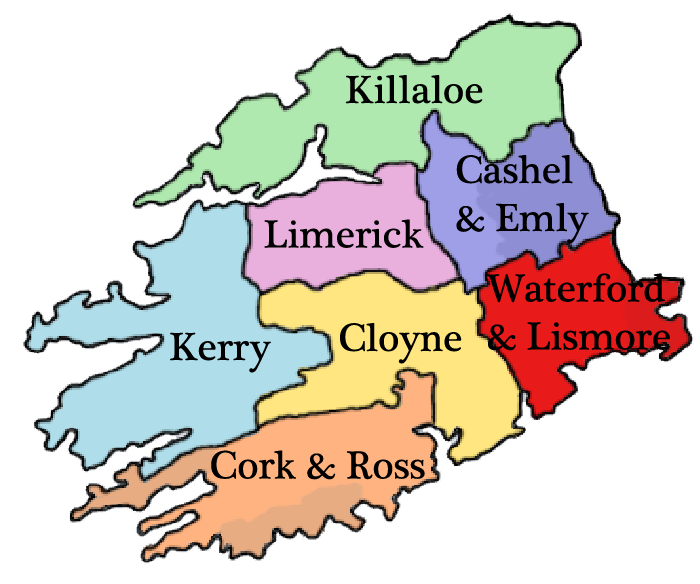
教區管轄範圍圖

2007年，在當地240,000人口中，有教友220,000人，佔轄區總人口91.7%、68個堂區、287名司鐸、161名修士、580名修女。主教座堂為聖瑪利亞和聖亞納主教座堂，位於科克。現任主教為芬貝·加溫，榮休主教為若望·巴克利。
本教區是在1958年4月15日由原科克教區和原羅斯教區合併而成。